# Baron Hatherton

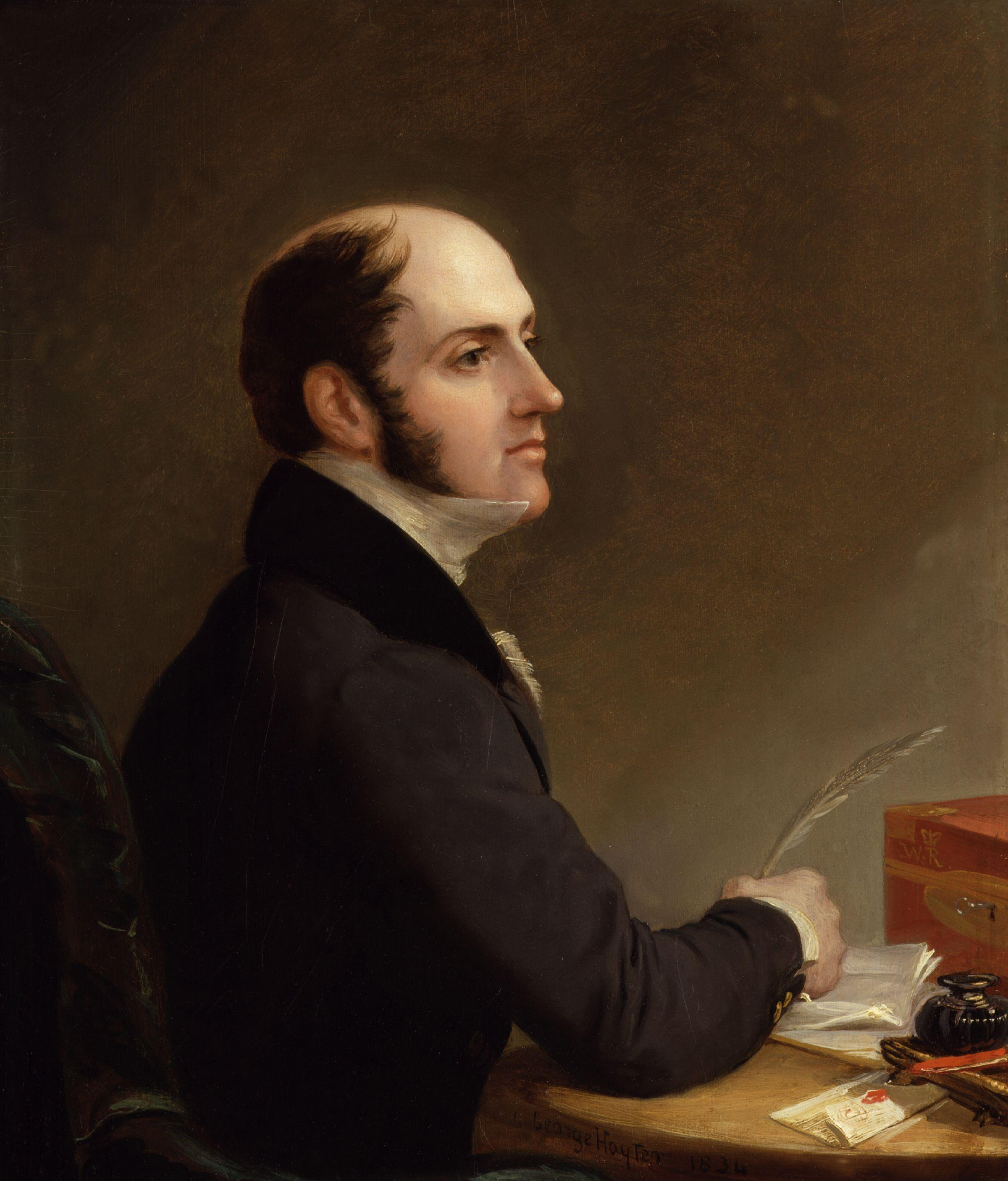
Edward Littleton, 1. Baron Hatherton

Baron Hatherton, of Hatherton in the County of Stafford, ist ein erblicher britischer Adelstitel in der Peerage of the United Kingdom.

## Verleihung
Der Titel wurde am 11. Mai 1835 für den Unterhausabgeordneten Edward Littleton geschaffen.
Heutiger Titelinhaber ist seit 1985 dessen Ur-urenkel Edward Littleton als 8. Baron.

## Liste der Barone Hatherton (1835)
- Edward Littleton, 1. Baron Hatherton (1791–1863)
- Edward Littleton, 2. Baron Hatherton (1815–1888)
- Edward Littleton, 3. Baron Hatherton (1842–1930)
- Edward Littleton, 4. Baron Hatherton (1868–1944)
- Edward Littleton, 5. Baron Hatherton (1900–1969)
- John Littleton, 6. Baron Hatherton (1906–1973)
- Thomas Littleton, 7. Baron Hatherton (1907–1985)
- Edward Littleton, 8. Baron Hatherton (* 1950)

Titelerbe (Heir apparent) ist der Sohn des aktuellen Titelinhabers, Hon. Thomas Littleton (* 1977).